# Leba (köpinghuvudort i Kina, Sichuan Sheng, lat 32,27, long 106,68)
Leba (kinesiska: 乐坝) är en köpinghuvudort i Kina. Den ligger i provinsen Sichuan, i den sydvästra delen av landet, omkring 310 kilometer nordost om provinshuvudstaden Chengdu. Antalet invånare är 4 874. Befolkningen består av 2 378 kvinnor och 2 496 män. Barn under 15 år utgör 21,0 %, vuxna 15-64 år 71 %, och äldre över 65 år 7,0 %.
Runt Leba är det ganska tätbefolkat, med 172 invånare per kvadratkilometer. Närmaste större samhälle är Dongyu, 14,3 km öster om Leba. I omgivningarna runt Leba växer i huvudsak blandskog.
Genomsnittlig årsnederbörd är 1 375 millimeter. Den regnigaste månaden är juli, med i genomsnitt 309 mm nederbörd, och den torraste är december, med 3 mm nederbörd.